# Jinecké hřebeny
Jinecké hřebeny jsou přibližně 4,5 km dlouhý, členitý a skalnatý hřeben v Brdech, jihozápadně od obce Jince.

## Poloha
Jinecké hřebeny začínají nad obcí Ohrazenice (v údolí Pstruhového potoka) a táhnou se zhruba jihozápadním směrem až do údolí Červeného potoka. Nalezneme zde čtyři výrazné vrcholy – Koníček (667 m), Komín (689 m), Hřeben (721 m) a Pec (682 m). Na všech z nich jsou četné skalní útvary – mrazové sruby. Z nich nejznámější jsou skály na vrchu Koníček. Tady nalezneme hned dva výrazné útvary – skálu Koníček (ve tvaru koňské hlavy), která dala vrchu jméno, a mnohem vyšší věž Komín (nezaměňovat s vrchem Komín, posazeným o cca 800 m dále na JZ). Jedná se o typické skládané skály, v Brdech velmi časté.

## Zajímavosti
Od vrchu Komín, ale zejména od nejvyššího vrchu Hřeben, se táhne téměř souvislý pás vojenských pozorovatelen, z nichž bylo možno sledovat výsledky cvičných střeleb na dopadových plochách Brda (Baština) a Tok a částečně i na dopadové ploše Jordán. Právě cílová plocha Brda byla patrně nejvíce využívaná na celém území bývalého Vojenského újezdu Brdy. Od zmíněných pozorovatelen se nabízejí velmi působivé rozhledy na značnou část tzv. Středních Brd.
Hřeben je jednou z nejvýznamnějších lokalit výskytu prehistorických zkamenělin živočichů (trilobitů apod.).
V JV svazích Jineckých hřebenů (pod vrchy Komín a Koníček) se nachází "rezervace" původních suťových bukojedlových porostů. Tato lokalita je lesáky udržována ve víceméně netknutém stavu, je i částečně oplocena, nikdy však nebyla oficiálně vyhlášena.

## Přístup
Hřeben se nalézá na území bývalého vojenského újezdu Brdy, kam vstup oficiálně nebyl povolen, nyní leží v Chráněné krajinné oblasti Brdy.
Mezi vrchy Hřeben a Pec prochází úzkým sedlem ve výšce 672 m n. m. lesní silnička, spojující okraj cílové plochy Brda s křižovatkou cest u hájovny Krejčovka pod vrchem Beranec.

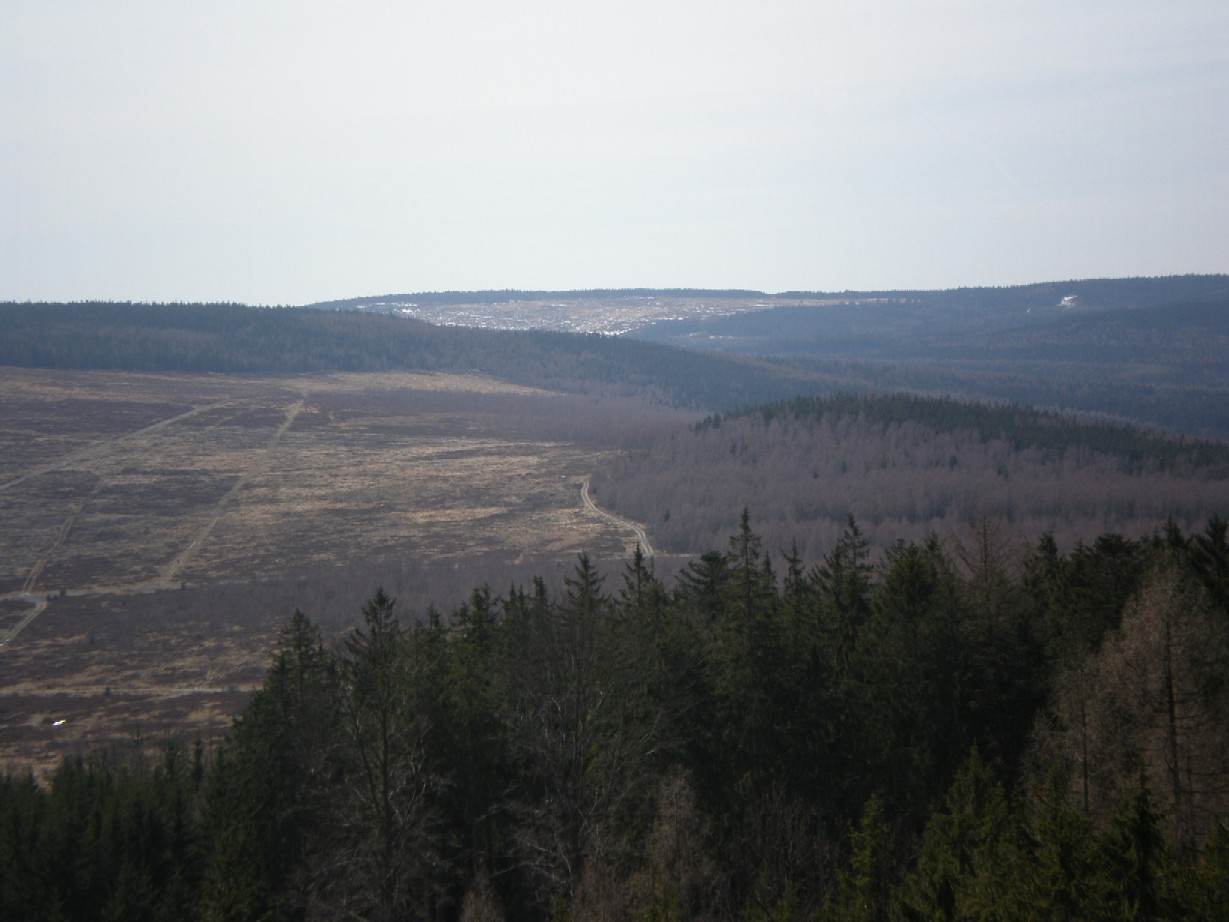
Jinecká plocha a Tok.
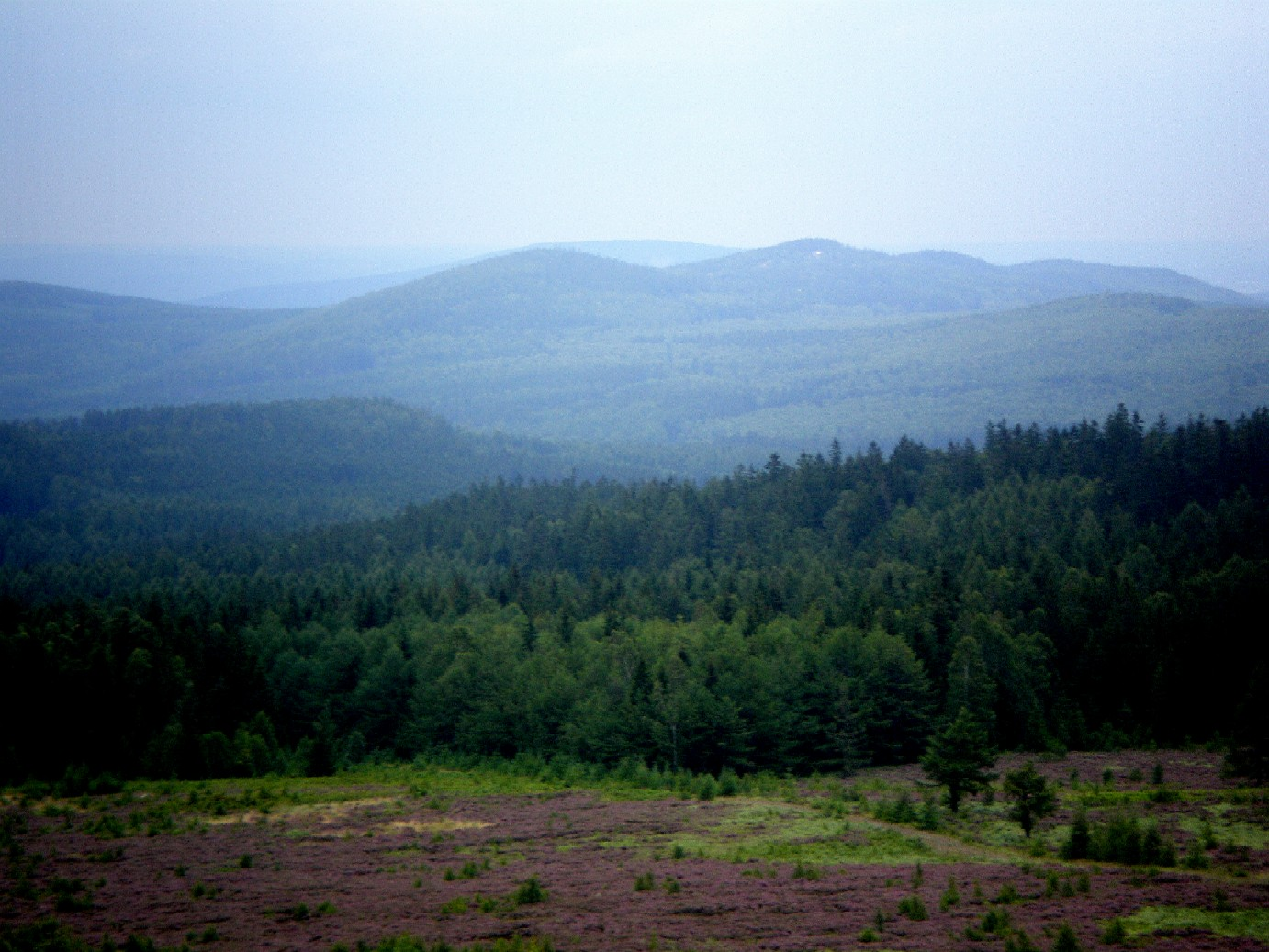
Jinecké hřebeny z Houpáku
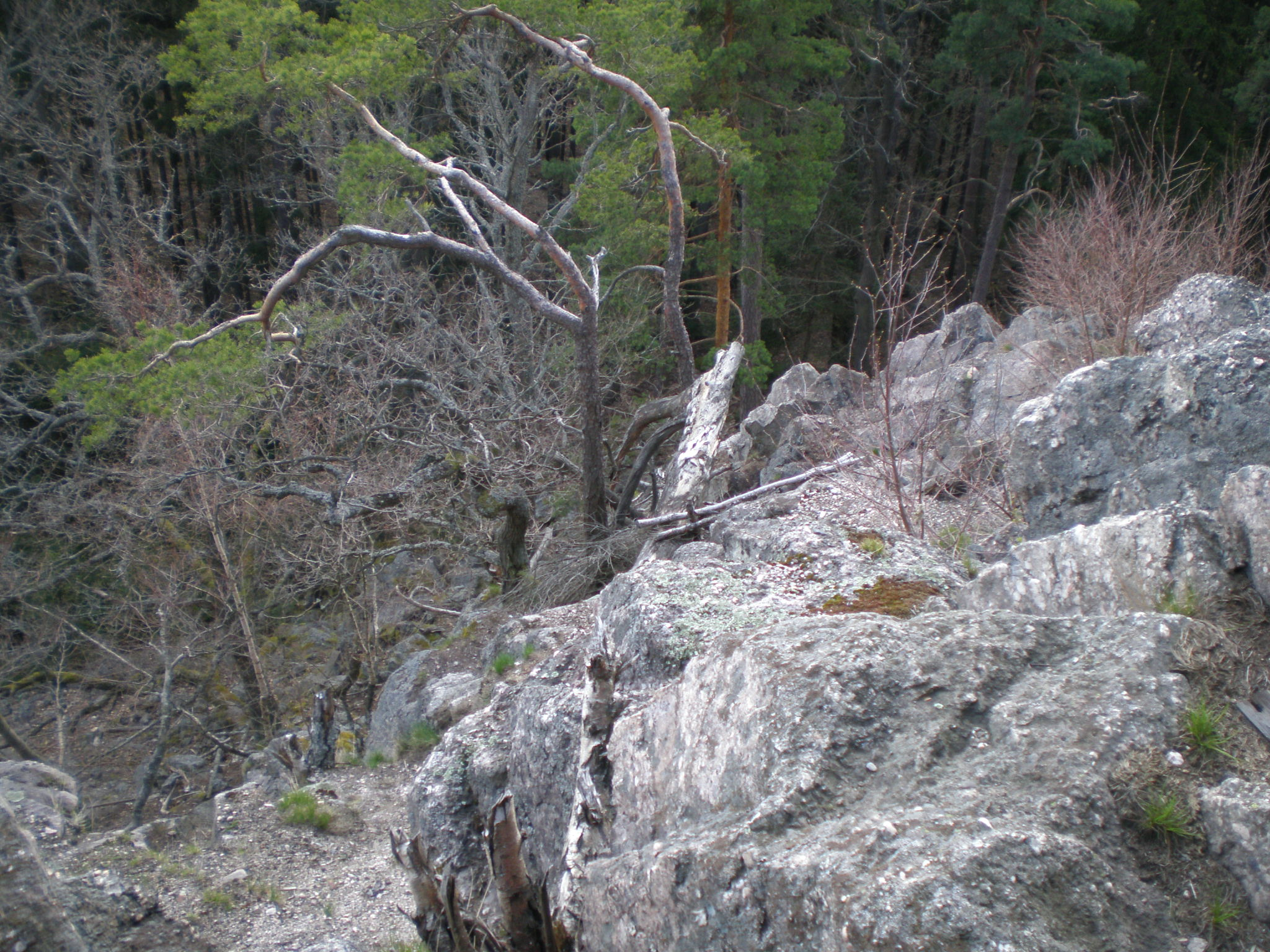
Jinecké hřebeny
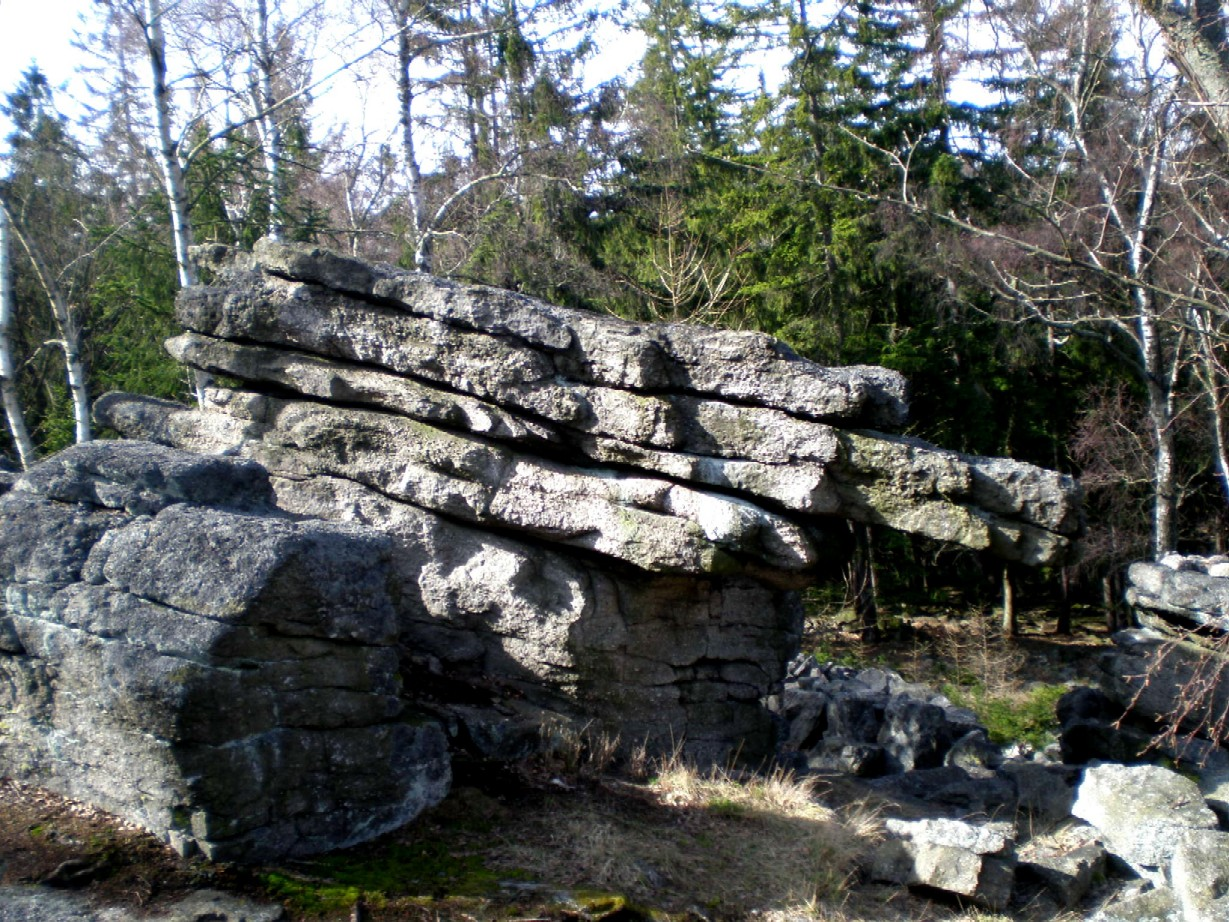
Koníček
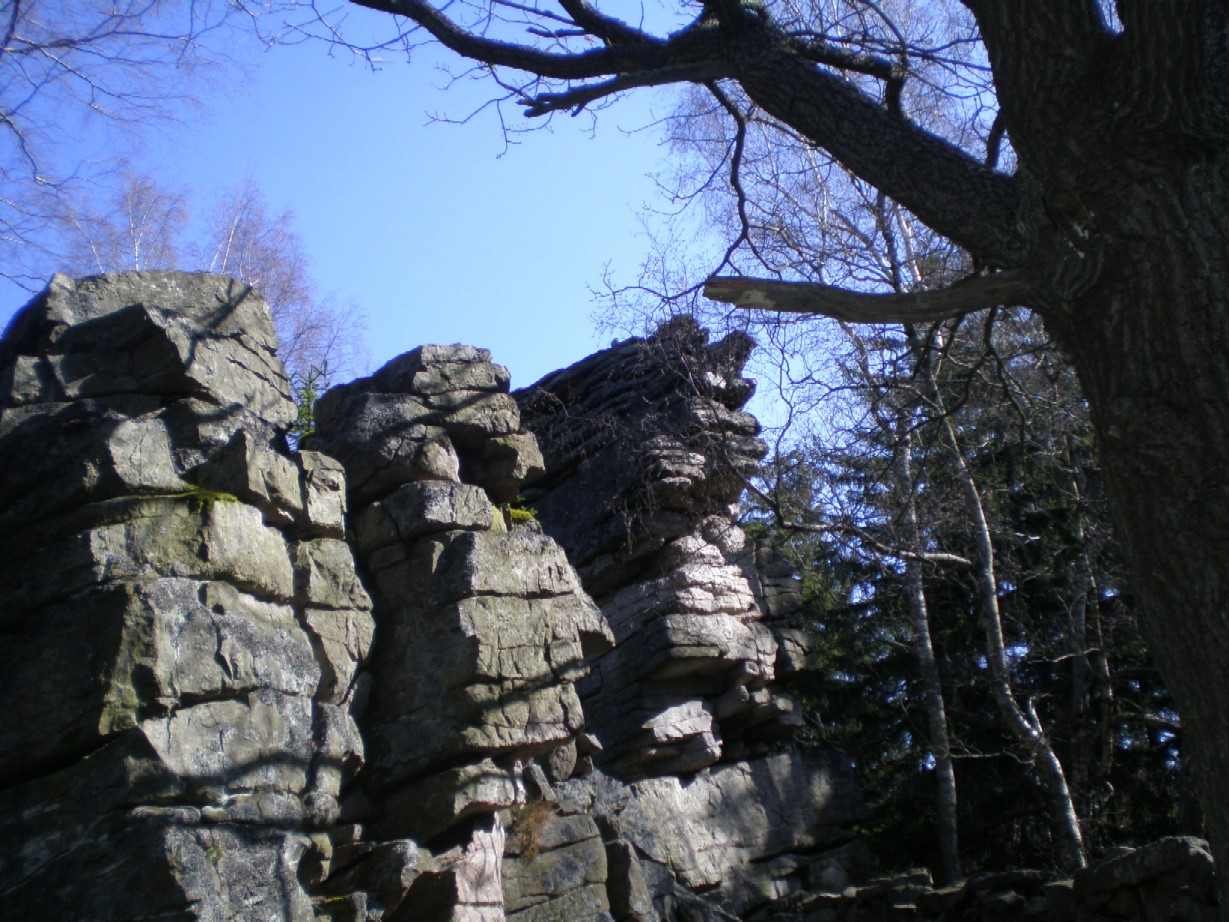
Na Koníčku